# Iwambi
Iwambi ist ein Verwaltungsbezirk (Ward) des Distrikts Mbeya (CC) in der tansanischen Region Mbeya.

## Geografie
Iwambi ist ein Stadtbezirk im Westen der Regionshauptstadt Mbeya. Die Grenze im Süden bildet die Nationalstraße T1, im Westen grenzt der Bezirk an den Distrikt Mbeya DC. Die Fläche des Stadtteils beträgt 12 Quadratkilometer und bei der Volkszählung 2022 lebten hier 19.798 Menschen in 5008 Haushalten.

## Gliederung
Der Bezirk besteht aus sieben Stadtteilen (Mtaa):
- Utulivu
- Lumbila
- Ilembo
- Ivwanga
- Kandete
- Ndeje
- Mayombo

## Wirtschaft und Infrastruktur
- Bildung: Die Iyunga Technical School und die Iwambi Secondary School bilden Jugendliche bis zur 4. Stufe aus,[6][7] die Nsenga Secondary School bis zur 6. Stufe.[8]
- Gesundheit: Im Distrikt liegen das Makendza-Krankenhaus[9] und die Iwambi-Apotheke.[10]